# 合金弹头Advance
《合金弹头Advance》，是2004年發售的Game Boy Advance遊戲，遊戲中大量使用1、4代的場景，由於衹為掌機專用，操作性也大為下降。此作沒有任何新增物品，純為由前作拼湊而成。

## 卡片系統
本作的特殊系統。卡片有三種類型，分別為收集用，能力強化用以及開啟特殊地形用：
- 收集卡只是用来凑数，包括宝物卡、人物卡、boss速攻卡、杀敌卡、解救俘虏卡等。
- 能力強化卡相当于perk，包括弹药获得量加倍、武器威力上升、装甲 / 血量增加、调整特殊能力（此类卡通常有开 / 关的选项）等，还有三张特殊卡片可以将坦克替换为Type-R、Black Hound及Slug Gunner。
- 開啟特殊地形卡可以打開關卡的隱藏區域、或关闭某些致命性的机关，某一張卡片更會讓關卡地圖出現『地牢』的特殊關卡。

## 角色
玩家方面，可以選的角色只有在开新档时选定的沃特和緹拉；至于馬爾可、英里、塔爾馬、菲歐並则沒有登場（只有相关人物卡片），納狄雅和崔佛则连卡片都没有。
此外，一文字百太郎未出场，相川留美在第五关坠机路线中出场一次。
- WALTER RYAN（沃特·萊恩）

沃特非常熱愛惡魔特訓，為了訓練強健的體魄因此加入了PF隊。當初由PF隊為了培養精銳入隊新兵而辦的魔鬼訓練班
他也是信心滿滿，想都不想便參加了，因為極高的自信與耐力，終於成功進入PF隊。
- TYRA ELSON（緹拉·艾爾森）

她入隊是由於她的精明幹練，以及極高的正義感，外加超高分筆試。
因此深得上司賞識，進入PF隊成為候補兵，她一點也不怕挑戰這最終的試煉。
敌军方面，Morden元帅并未出场，整个游戏剧情的大boss是Allen军曹的儿子：
- Allen O'Nell Jr.

混进PF队当上教官后带领一干新兵跑来小岛，却在中途（首次进入第三关时的过场动画里）撕下伪装。
第五关有一条路线是要跟他对决。

## 外部連結
- 越南大戰Advance官方網站 （页面存档备份，存于）